# Pantanal
O Complexo do Pantanal, ou simplesmente Pantanal, é um bioma constituído principalmente por uma savana estépica, alagada em sua maior parte, com 250 000 quilômetros quadrados de extensão e uma altitude média de 100 m. Devido às dificuldades de mensurar o tamanho do Pantanal, é possível encontrar referências de sua área em 210 000 km².
Está situado no sul do estado do Mato Grosso, que ocupa 35% do território, e no noroeste de Mato Grosso do Sul, que ocupa 65%, além de partes do norte do Paraguai e do leste da Bolívia (onde é chamado de chaco boliviano). O Pantanal é considerado a maior planície alagada contínua do mundo, com 140 000 km² em território brasileiro. De acordo com o Instituto SOS Pantanal, do total de 195 000 km² considerados do Pantanal, 151 000 km² se encontram no Brasil e os restantes 44 000 km² estão divididos entre Bolívia e Paraguai. O Pantanal Boliviano possui 31 898 km².
A região considerada pela UNESCO como Patrimônio Natural Mundial e Reserva da Biosfera localiza-se na região do Parque Nacional do Pantanal. Em que pese o nome, há um reduzido número de áreas pantanosas na região pantaneira.

## Geografia
O Pantanal é uma das maiores extensões alagadas contínuas do planeta e está localizado no centro da América do Sul, na bacia hidrográfica do Alto Paraguai. Sua área é de 210 000 km², com 65% de seu território no estado de Mato Grosso do Sul e 35% no Mato Grosso. A região se encontra dividida entre duas subdivisões: Microrregião do Alto Pantanal (em Mato Grosso) e Microrregião do Baixo Pantanal e Microrregião de Aquidauana (em Mato Grosso do Sul).
Do ponto de vista da fisiografia e geomorfologia, o Pantanal é definido como uma "grande e relativamente complexa planície de coalescência detrítico-aluvial". Silva & Abdon (1998), usando como critério a inundação e o relevo, dividem a área em onze sub-regiões (Cáceres, Poconé, Barão de Melgaço, Paraguai, Paiaguás, Nhecolândia, Abobral, Aquidauana, Miranda, Nabileque, Porto Murtinho).
A origem do Pantanal não é, como se pensava, resultado da separação do oceano há milhões de anos. Todos os geólogos concordam que não há ali indícios da presença do mar, e um dos que melhor conhecem a região, Fernando Flavio Marques de Almeida, diz que ele representa uma área que se abateu por falhamentos de blocos durante o período Terciário.

### Hidrografia
O rio Paraguai passa pela cidade de Cáceres, Mato Grosso, onde é conhecida como "Princesinha do Rio Paraguai" e seus afluentes percorrem o Pantanal, formando extensas áreas inundadas que servem de abrigo para muitos peixes, como o pintado, o dourado, o pacu, e também para outros animais, como os jacarés, as capivaras e ariranhas, entre outras espécies. Muitos animais ameaçados de extinção em outras partes do Brasil ainda possuem populações vigorosas na região pantaneira, como o cervo-do-pantanal, a capivara, o tuiuiú e o jacaré.
Devido a baixa declividade desta planície no sentido norte-sul e leste-oeste, a água que cai nas cabeceiras do rio Paraguai chega a gastar quatro meses ou mais para atravessar todo o Pantanal. Os ecossistemas são caracterizados por cerrados e cerradões sem alagamento periódico, campos inundáveis e ambientes aquáticos, como lagoas de água doce ou salobra, rios, vazantes e corixos.
Animais que estão presentes no mar também existem no pantanal, formando o que se pode chamar de mar interior. A área alagada do pantanal se deve a lentidão de drenagem das águas que fluem lentamente, pela região do médio Paraguai, num local chamado de Fecho dos Morros do Sul.

### Clima
O clima do Pantanal está em uma área de ocorrência do clima tropical, com duas estações bem definidas: o verão chuvoso e o inverno seco. É quente e úmido, no verão, e embora seja relativamente mais frio no inverno, continua apresentando grande umidade do ar devido à evapotranspiração associada à água acumulada no solo no horizonte das raízes durante o período de cheia. A maior parte dos solos do Pantanal é arenosa e suporta pastagens nativas utilizadas pelos herbívoros nativos e pelo gado bovino, introduzido pelos colonizadores da região. Uma parcela pequena da pastagem original foi substituída por forrageiras exóticas, como a Braquiária (4,5% em 2006).
A vegetação do Pantanal conta com um mosaico de matas, cerradões e savanas, isto por que, tem influência direta de outros três importantes biomas brasileiros: Amazônia, Cerrado e Mata Atlântica — com espécies como cambará-lixeira, canjiqueira e carandá, que são plantas se estabelecem em campos inundáveis de diversos tipos.
O balanço de energia superficial (i.e., a troca de energia entre a superfície e a atmosfera) é muito influenciada pela presença de lâminas de água, que cobrem parcialmente o terreno a cada verão, e as características particulares dos balanços hídrico e de energia acabam por influir no desenvolvimento da Camada Limite Atmosférica regional.

### Topografia

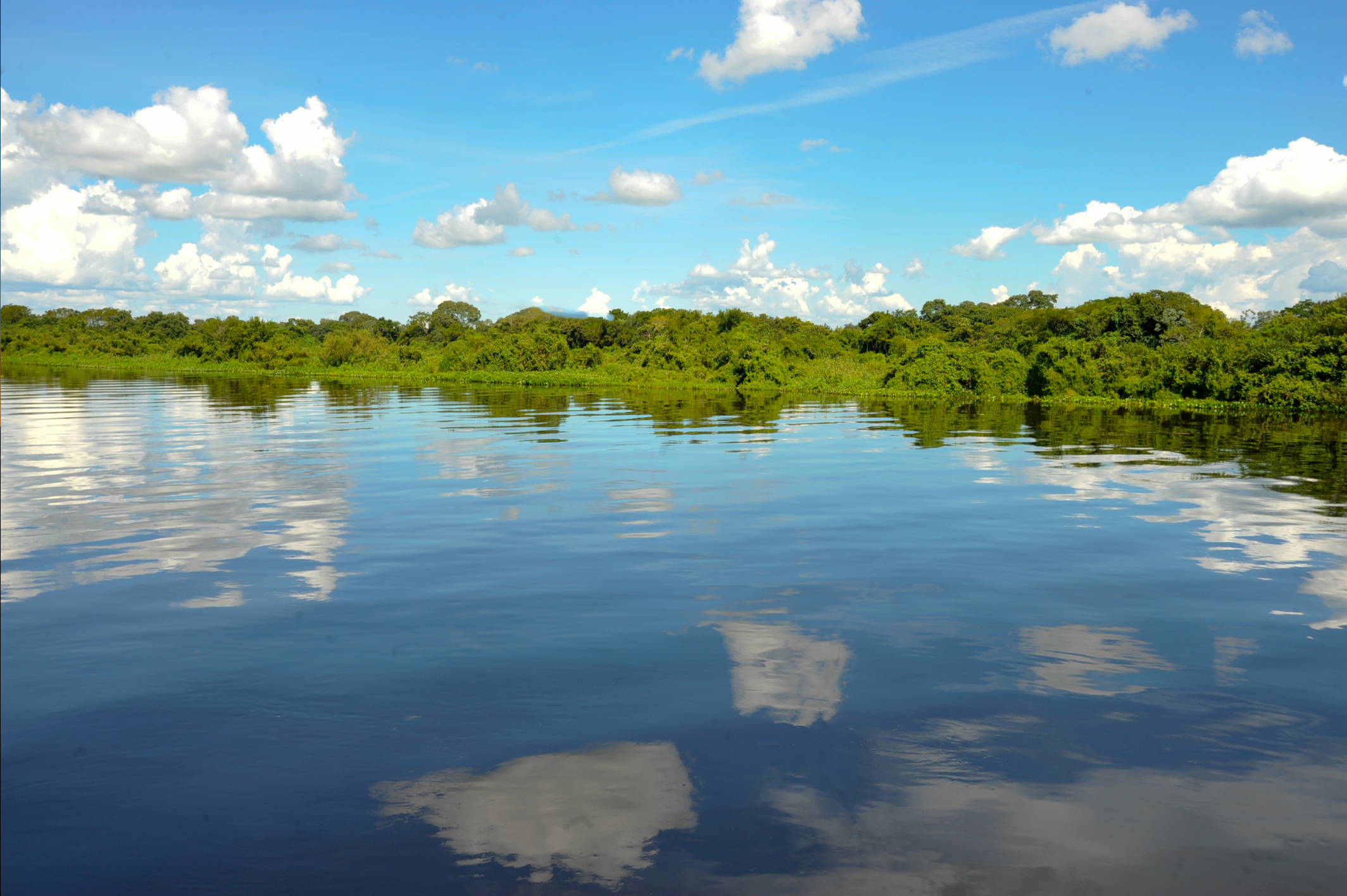
Paisagem do Pantanal em Mato Grosso do Sul

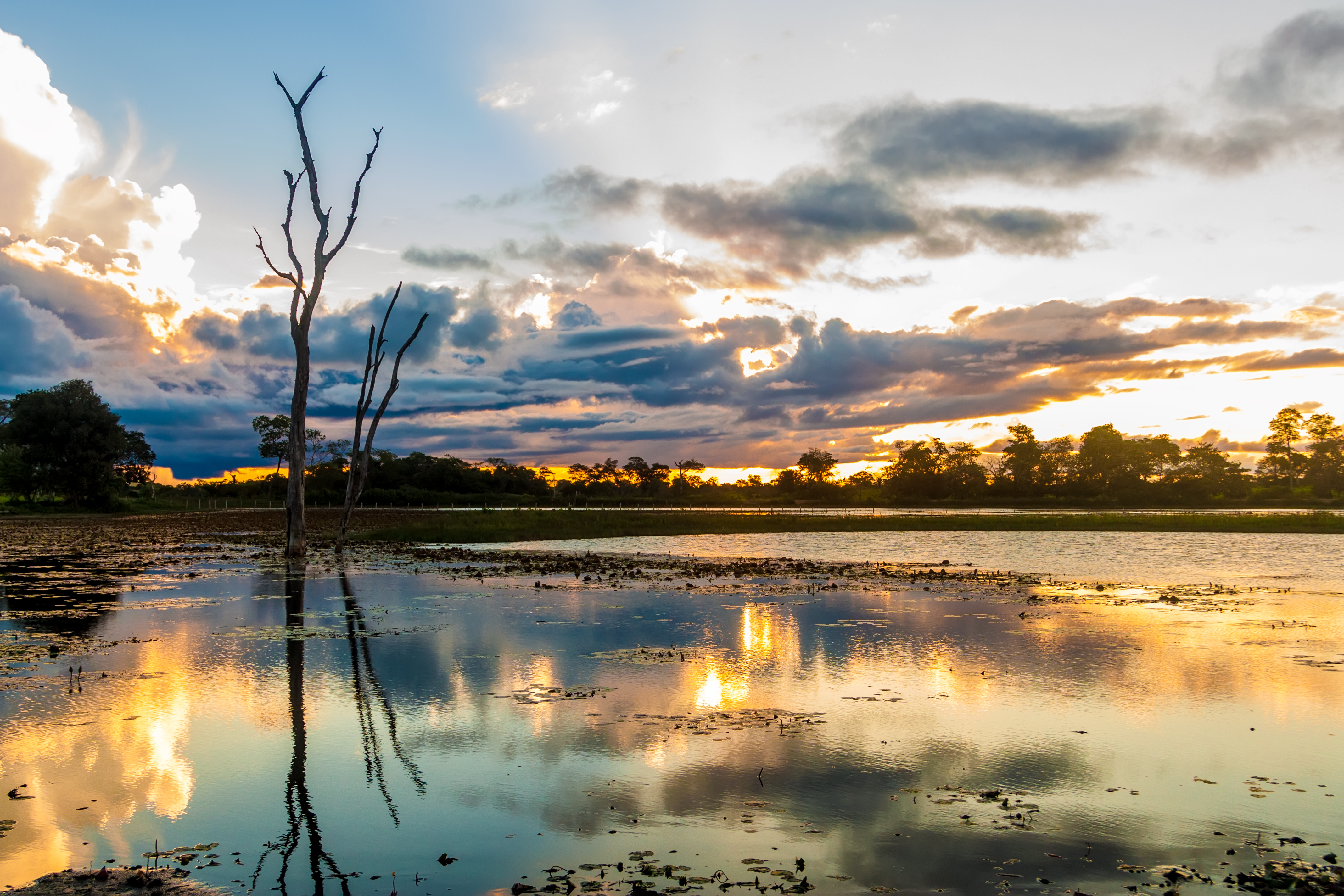
Paisagem pantaneira em Mato Grosso

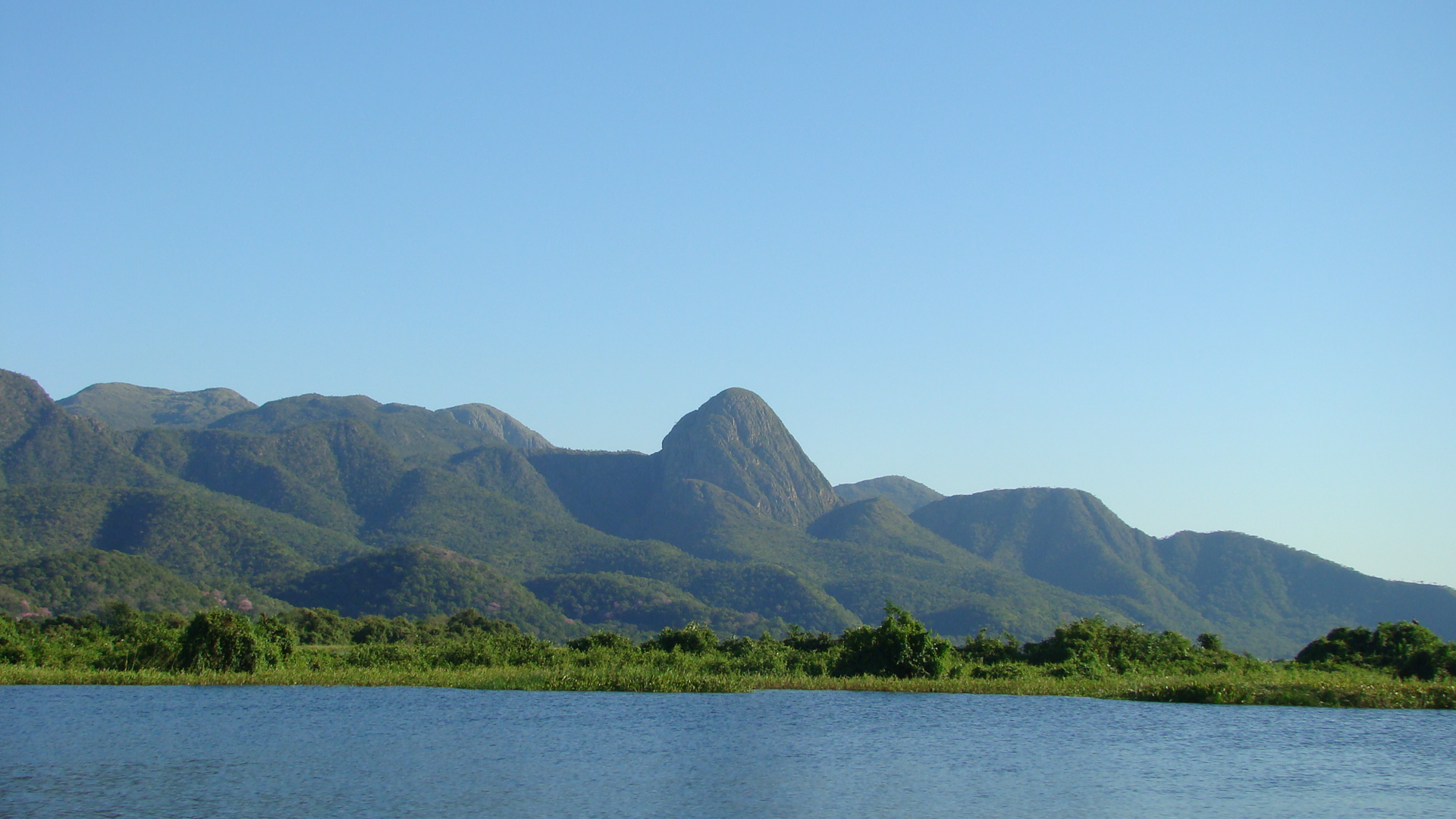
Serra do Amolar

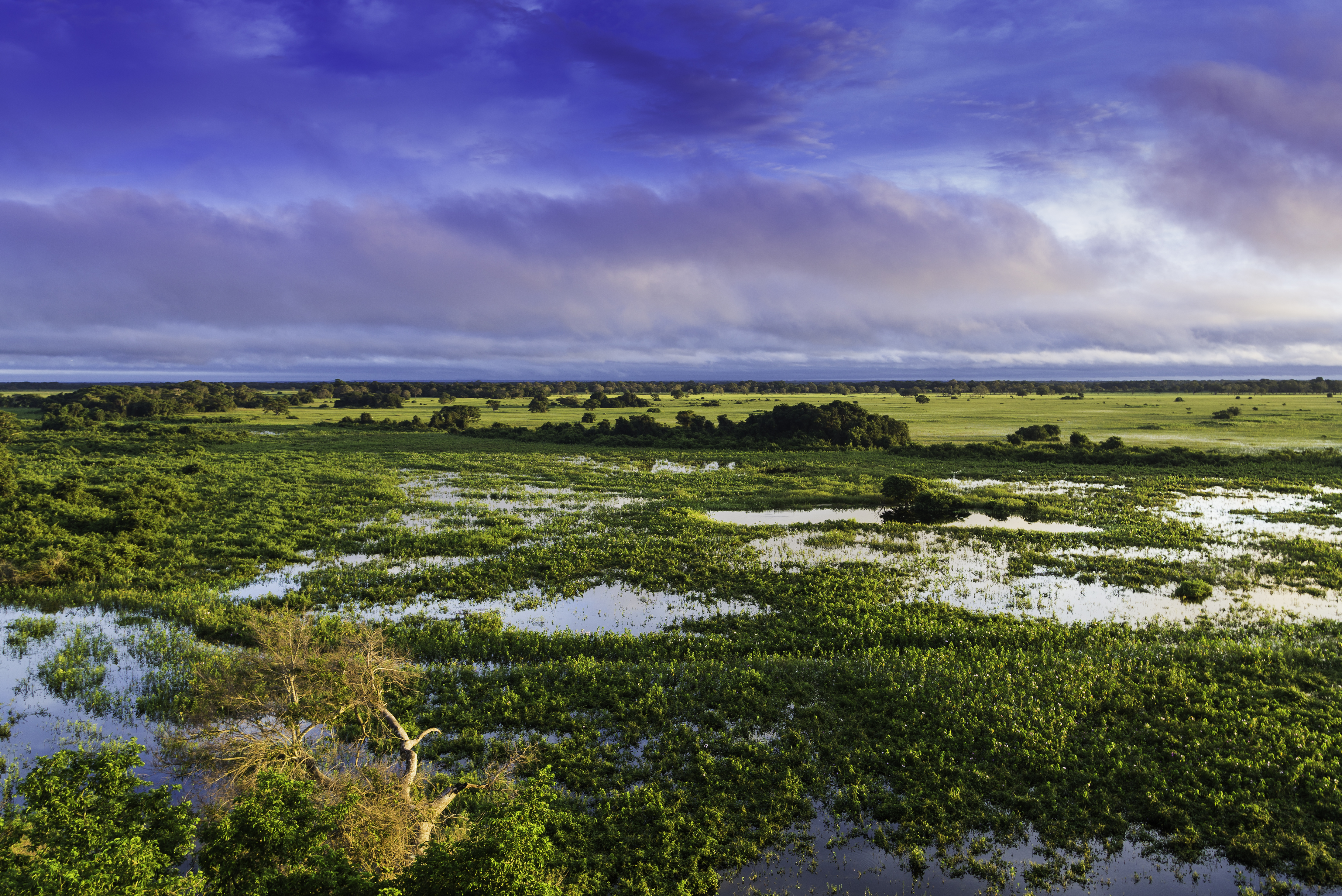
Pantanal, no Mato Grosso

A Planície do Pantanal possui aproximadamente, no Brasil, 150 000 km², medida estimada pelos estudiosos que explicam que dificilmente pode ser estabelecido um cálculo exato de suas dimensões, pois a cada fechamento de ciclo de estações de seca e de águas o Pantanal se modifica. Sua área total é de 210 000 km², esta área inclui partes do Brasil, Bolívia e Paraguai, com a maior parte situada no Brasil. Na Bolívia é conhecido também como Pantanal Boliviano ou ainda Gran Pantanal.
A planície é levemente ondulada, pontilhada por raras elevações isoladas, geralmente chamadas de serras e morros, e rica em depressões rasas. Seus limites são marcados por variados sistemas de elevações como chapadas, serras e maciços, e é cortada por grande quantidade de rios dos mais variados portes, todos pertencentes à Bacia do Rio Paraguai — os principais são os rios Cuiabá, Piquiri, São Lourenço, Taquari, Aquidauana, Miranda, Rio Paraguai e Apa. O Pantanal é circundado, do lado brasileiro (norte, leste e sudeste) por terrenos de altitude entre 600 e 700 metros; estende-se a oeste até os contrafortes da cordilheira dos Andes e se prolonga ao sul pelas planícies pampeanas centrais.[carece de fontes?]

### Pluviosidade

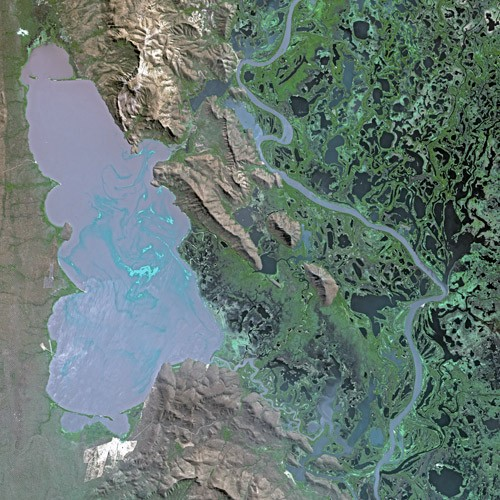
Imagem de satélite do pantanal

O Pantanal vive sob o desígnio das águas: ali, a chuva divide a vida em dois períodos bem distintos. Durante os meses da seca — de maio a setembro, aproximadamente —, a paisagem sofre mudanças radicais: no baixar das águas, são descobertos campos, bancos de areia, ilhas e os rios retomam seus leitos naturais, mas nem sempre seguindo o curso do período anterior. As águas escorrem pelas depressões do terreno, formando os corixos (canais que ligam as águas de baías, lagoas, alagados etc. com os rios próximos).
Nos campos extensos cobertos predominantemente por gramíneas e vegetação de cerrado, a água de superfície chega a escassear, restringindo-se aos rios perenes, com leito definido, a grandes lagoas próximas a esses rios, chamadas de baías, e a algumas lagoas menores e banhados em áreas mais baixas da planície. Em muitos locais, torna-se necessário recorrer a águas subterrâneas, do lençol freático ou aquíferos, utilizando as bombas manuais e ou tocadas por moinhos de vento para garantir o fornecimento às moradias e bebedouros de animais domésticos.
As primeiras chuvas da estação caem sobre um solo seco e poroso e são facilmente absorvidas. De outubro a abril as chuvas caem torrenciais nas cabeceiras dos rios da Bacia do Paraguai, ao norte. Com o constante umedecimento da terra, a planície rapidamente se torna verde devido à rebrotação de inúmeras espécies resistentes à falta d'água dos meses precedentes. Esse grande aumento periódico da rede hídrica no Pantanal, a baixa declividade da planície e a dificuldade de escoamento das águas pelo alagamento do solo, são responsáveis por inundações nas áreas mais baixas, formando baías de centenas de quilômetros quadrados, o que confere à região um aspecto de imenso mar interior.
O aguaceiro eleva o nível das baías permanentes, cria outras, transborda os rios e alaga os campos no entorno, e morros isolados sobressaem como verdadeiras ilhas cobertas de vegetação — agrupamentos dessas ilhas são chamados de cordilheiras pelos pantaneiros — nas ilhas e cordilheiras os animais se refugiam à procura de abrigo contra a subida das águas.
Nessa época torna-se difícil viajar pelo Pantanal pois muitas estradas ficam alagadas e intransitáveis. O transporte de gente, animais e de mercadorias só pode ser feito no lombo de animais de carga e embarcações — muitas propriedades rurais e povoações (também conhecidas como corrutelas) localizadas em áreas baixas ficam isoladas dos centros de abastecimento e o acesso a elas, muitas vezes, só pode ser feito por barco ou avião.[carece de fontes?]
Com a subida das águas, grande quantidade de matéria orgânica é carregada pela correnteza e transportada a distâncias consideráveis. Representados, principalmente, por massas de vegetação flutuante e marginal e por animais mortos na enchente, esses restos, durante a vazante, são depositados nas margens e praias dos rios, lagoas e banhados e, após rápida decomposição, passam a constituir o elemento fertilizador do solo, capaz de garantir a enorme diversidade de tipos vegetais lá existentes.
Por entre a vegetação variada encontram-se inúmeras espécies de animais, adaptados a essa região de aspectos tão contraditórios. Essa imensa variedade de vida, traduzida em constante movimento de formas, cores e sons é um dos mais belos espetáculos da Terra. Por causa dessa alternância entre períodos secos e úmidos, a paisagem pantaneira nunca é a mesma, mudando todos os anos: leitos dos rios mudam seus traçados; as grandes baías alteram seus desenhos.

### Biogeografia

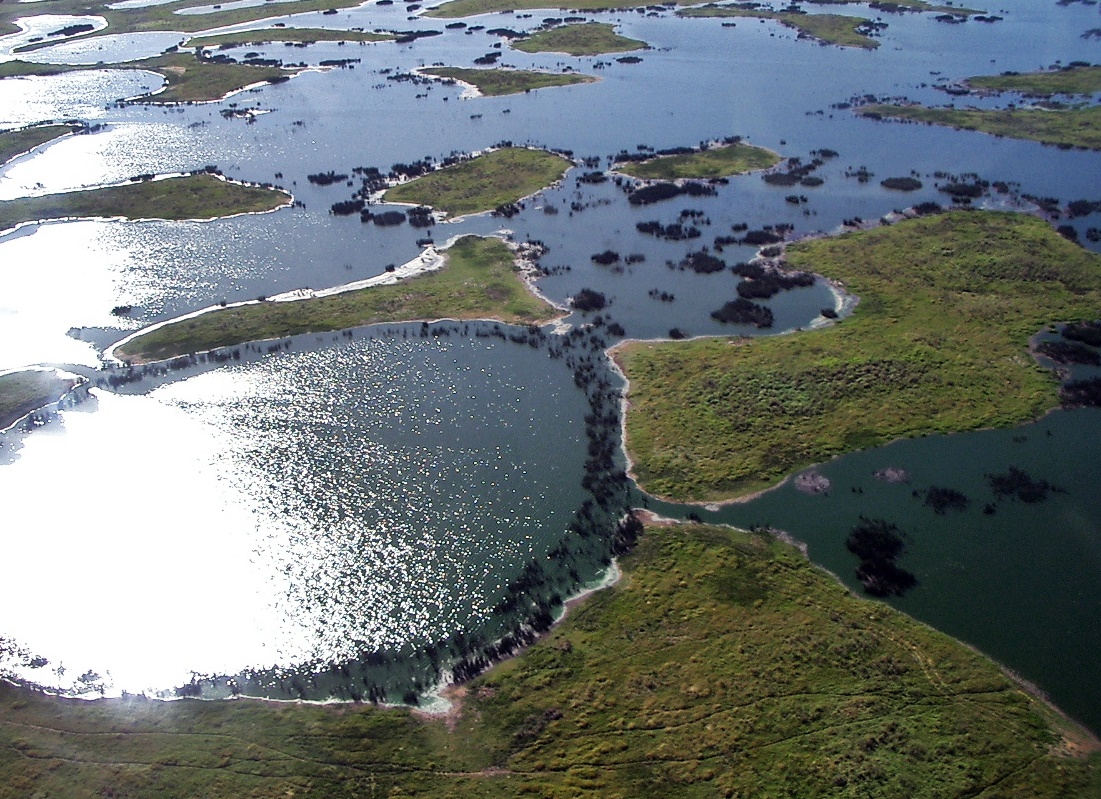
Fotografia aérea de uma parte do Pantanal

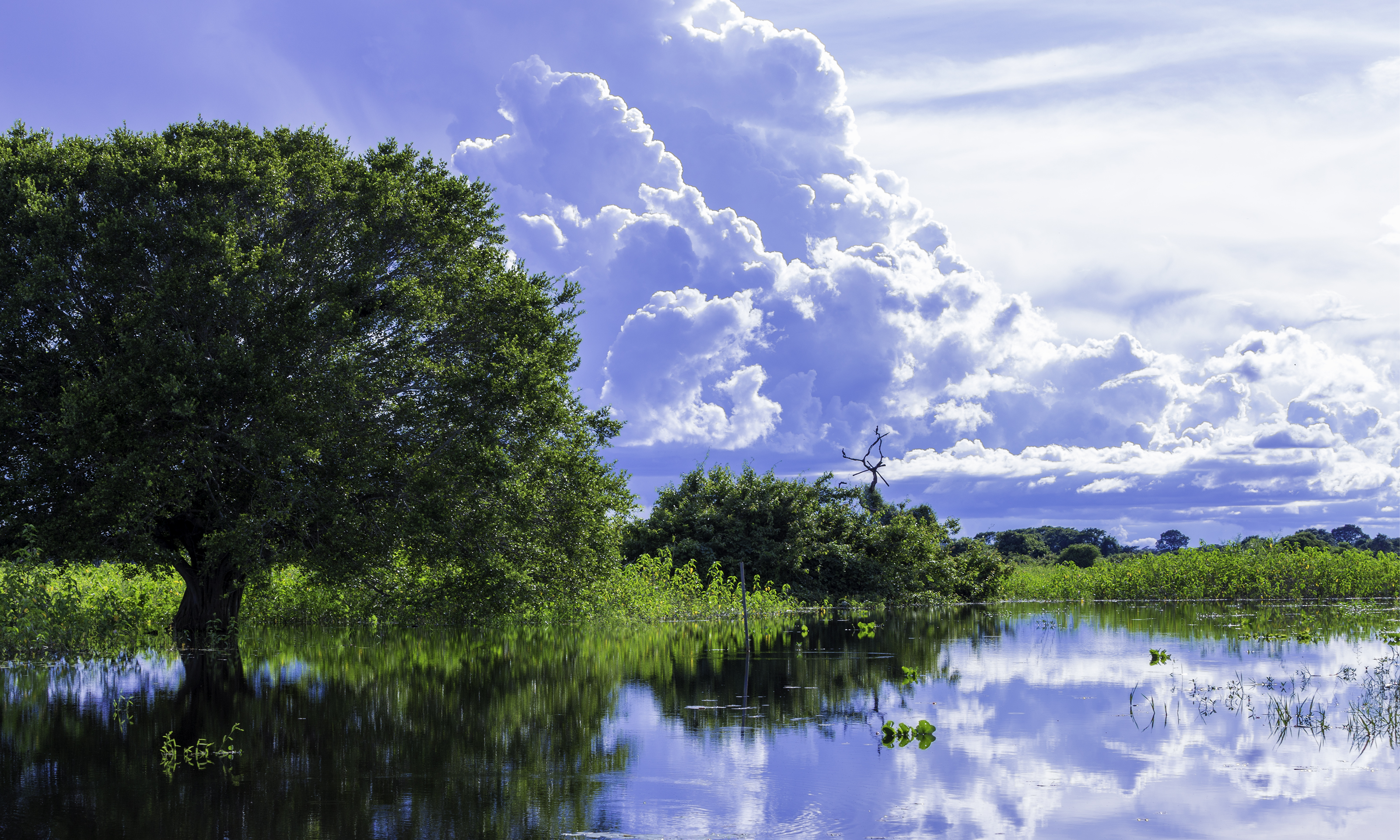
Paisagem típica do Pantanal em Mato Grosso

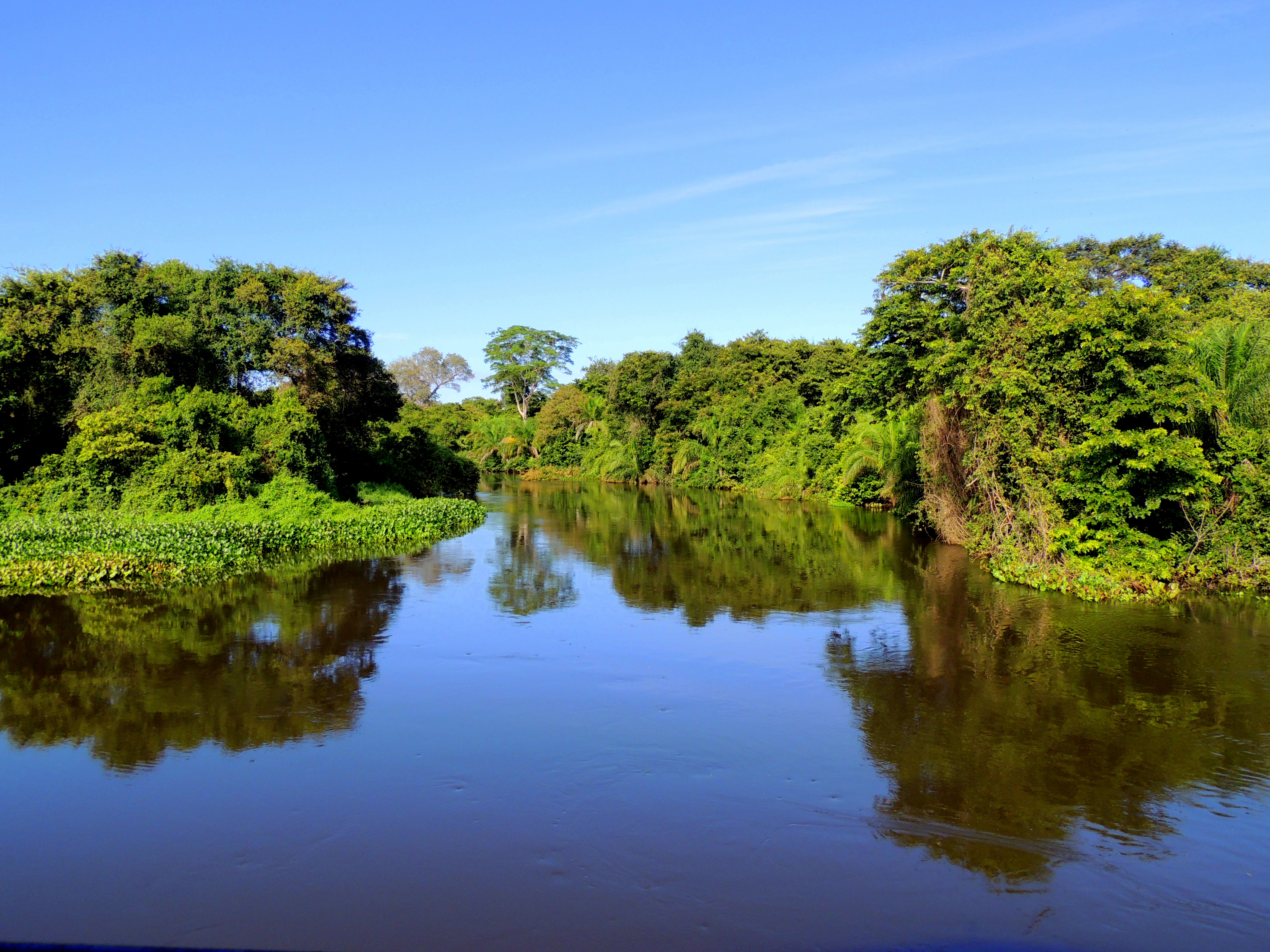
Planície alagada do Pantanal em Mato Grosso do Sul

Na biogeografia, o Pantanal, entendido como bioma, ele é constituído principalmente por uma savana estépica, alagada em sua maior parte, na época da cheia, até 80% da planície pantaneira fica inundada. (no sentido de Joly et al., 1999 e IBGE, 2004) é uma confluência de várias províncias biogeográficas: Cerrado, Amazônia, Mata Atlântica e Chaco.
Do ponto de vista da vegetação, o termo "complexo do Pantanal" vem do fato de a região ter mais de um tipo de vegetação dentro de si. No entanto, a terminologia usada varia entre os autores. Segundo Hoehne (1923), num estudo sobre o estado do Mato Grosso (incluindo o Mato Grosso do Sul, na época), ocorriam as seguintes categorias de vegetação nesta região, na grafia original:
- 1. Formações hydrophilas (mattas juxtafluviaes)
- 2. Formações hygrophilas (em regra mattas frondosas)
- 3. Formações hydrophilas (pantanaes)
- 4. Formações subxerophilas (chavascaes)
- 5. Formações subxerophilas (cerrados typicos)
- 6. Formações subxerophilas (cerrados baixos parquiformes)
- 7. Formações xerophilas (caatingas calcareas)
- 8. Formações mais xerophilas (campos quasi limpos, secos)
- 9. Formações hygrophilas mesothermaes (campinas húmidas altas)
- 10. Seringaes (Hevea)
- 11. Hervaes (Ilex)
- 12. Mangabaes (Hancornia speciosa, Gom.)
- 13. Poaia (Cephaelis ipecacuanha, Rich.)

Rizzini (1963) identificou os seguintes tipos de vegetação:
- floresta pluvial atlântica
- floresta xerófila decídua
- scrub [arbustal] espinhoso
- scrub [arbustal] suculento
- savana central
- consociações de Copernicia, Mauritia, Gramineae, Cyperaceae, Ipomoea, Tabebuia, etc.
- comunidades hidrófilas

Para o IBGE (1992) e Silva et al. (2000), os tipos de vegetação ou fitofisionomia do Pantanal são (entre parênteses, as denominações regionais):
- Floresta Estacional Semidecidual Aluvial (mata de galeria)
- Floresta Estacional Semidecidual de Terras Baixas (mata semidecídua)
- Savana Florestada (cerradão, babaçual)
- Savana Arborizada (cerrado)
- Savana Parque (paratudal, canjiqueiral)
- Savana gramíneo-lenhosa (campo inundado, campo seco)
- Savana Estépica Florestada (chaco)
- Savana Estépica Parque (carandazal)
- Sistema Edáfico de Primeira Ocupação, Formações pioneiras – Vegetação com influência fluvial e/ou lacustre (buritizal, cambarazal, pirizal; caetezal, baceiro ou batume, brejo)

Scremin-Dias et al (2011) fizeram a seguinte distinção:
- Pantanal sensu stricto: regiões fortemente influenciadas pelo pulso de inundação
- Pantanal sensu lato: regiões que não são influenciadas pela inundação periódica

## Biodiversidade

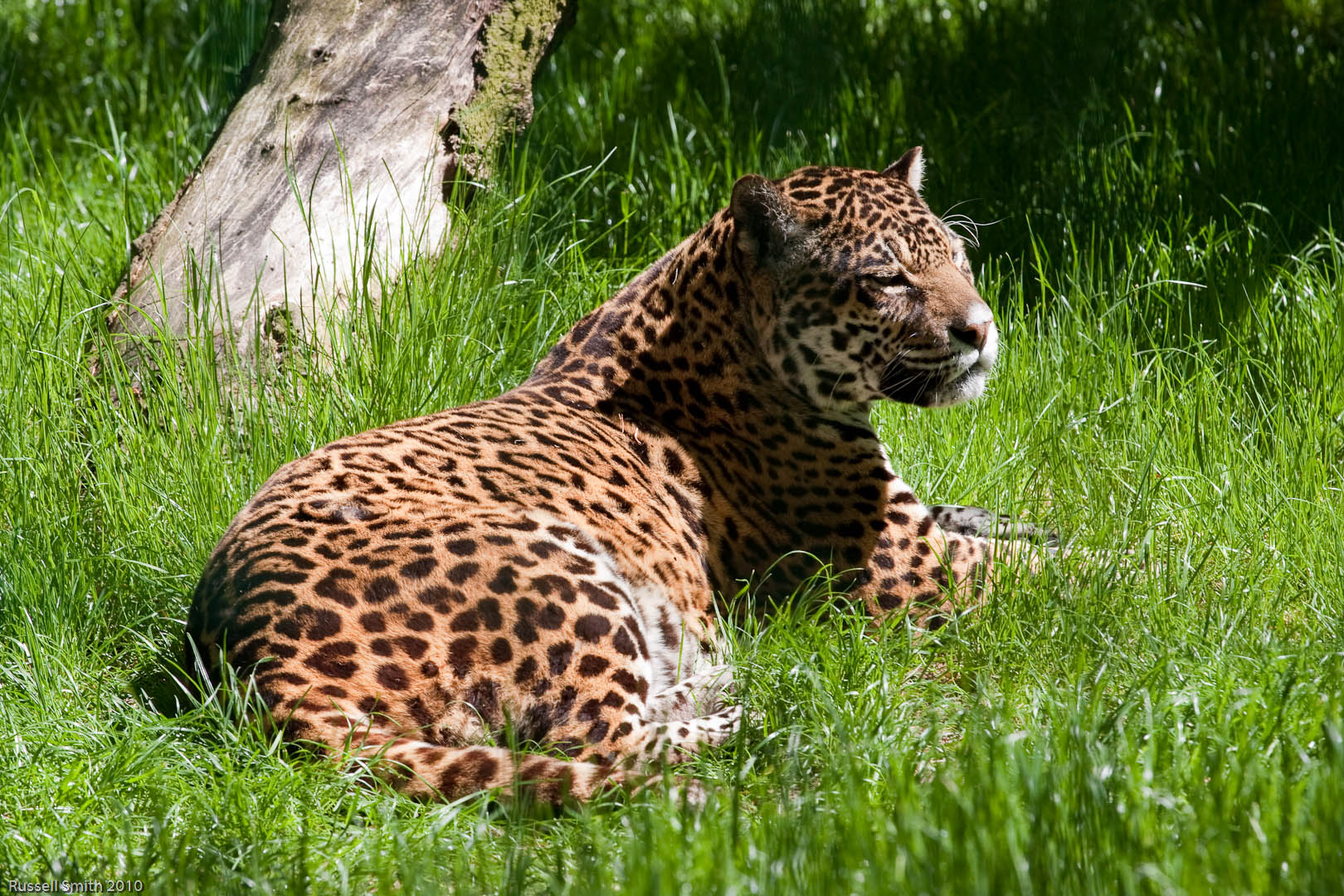
Onça-pintada

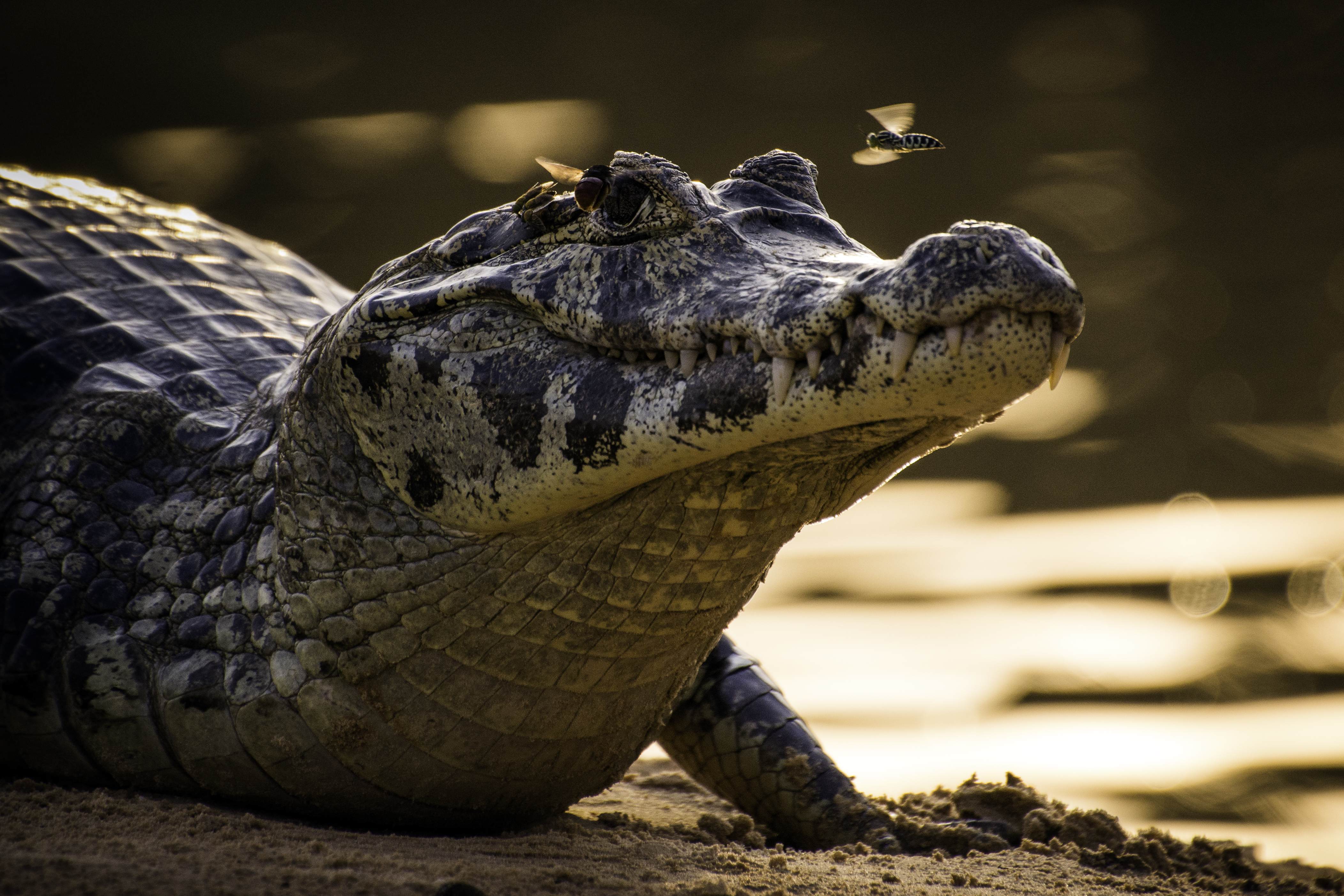
Jacaré-do-pantanal

### Fauna
A fauna pantaneira é muito rica. Foram catalogadas 656 espécies de aves (no Brasil inteiro estão catalogadas cerca de 1800). A mais espetacular é a arara-azul-grande, uma espécie ameaçada de extinção. Há ainda tuiuiús (a ave símbolo do Pantanal), tucanos, periquitos, garças-brancas, beija-flores (os menores chegam a pesar dois gramas), socós (espécie de garça de coloração castanha), jaçanãs, emas, seriemas, papagaios, colhereiros, gaviões, carcarás e curicacas.
No Pantanal já foram catalogadas mais de 1 032 espécies de borboletas. Contam-se mais de 124 espécies de mamíferos, sendo os principais a onça-pintada (atinge a 1,2 m de comprimento, 0,85 cm de altura e pesa até 150 kg), capivara, veado-campeiro, veado-catingueiro, lobo-guará, macaco-prego, cervo-do-pantanal, bugio-do-pantanal (macaco que produz um ruído assustador ao amanhecer), caititu, queixada, tamanduá-bandeira, cachorro-do-mato, anta, bicho-preguiça, ariranha, onça-parda, quati, tatu etc.
A região também é extremamente piscosa, já tendo sido catalogadas 263 espécies de peixes. Algumas espécies encontradas são: piranha (peixe carnívoro e extremamente voraz), pacu, pintado, dourado, cachara, curimbatá, piraputanga, jaú e piau.
Foram identificadas 93 espécies de répteis. Dentre eles estão o jacaré (jacaré-do-pantanal e jacaré-coroa), cobra boca-de-sapo (Jararaca), sucuri, Jiboia-constritora, Cobra-d'água e outras, lagartos (iguana, calango-verde) e quelônios (jabuti e cágado).

### Flora

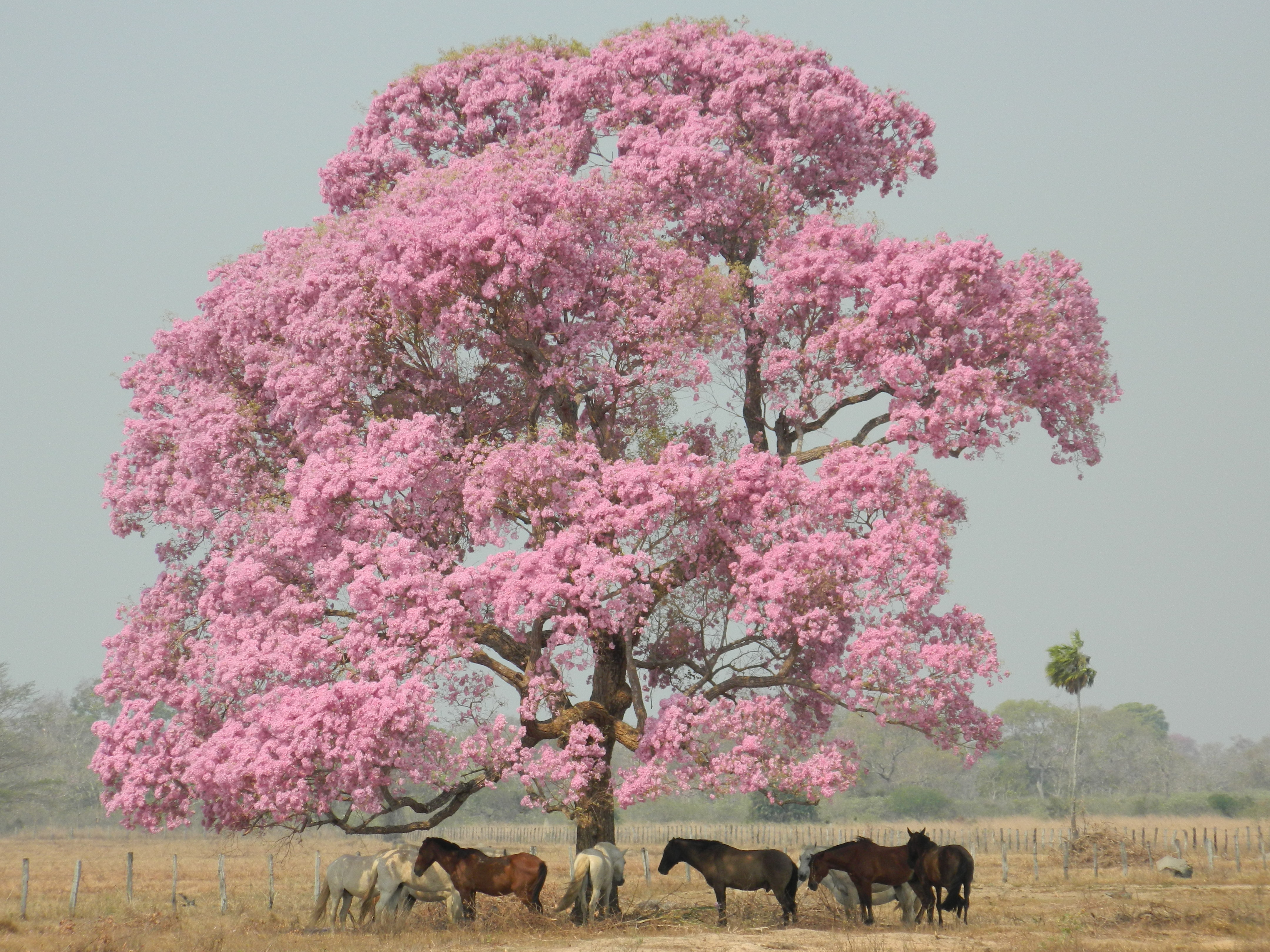
Ipê-rosa (Handroanthus heptaphyllus) no Parque Nacional do Pantanal

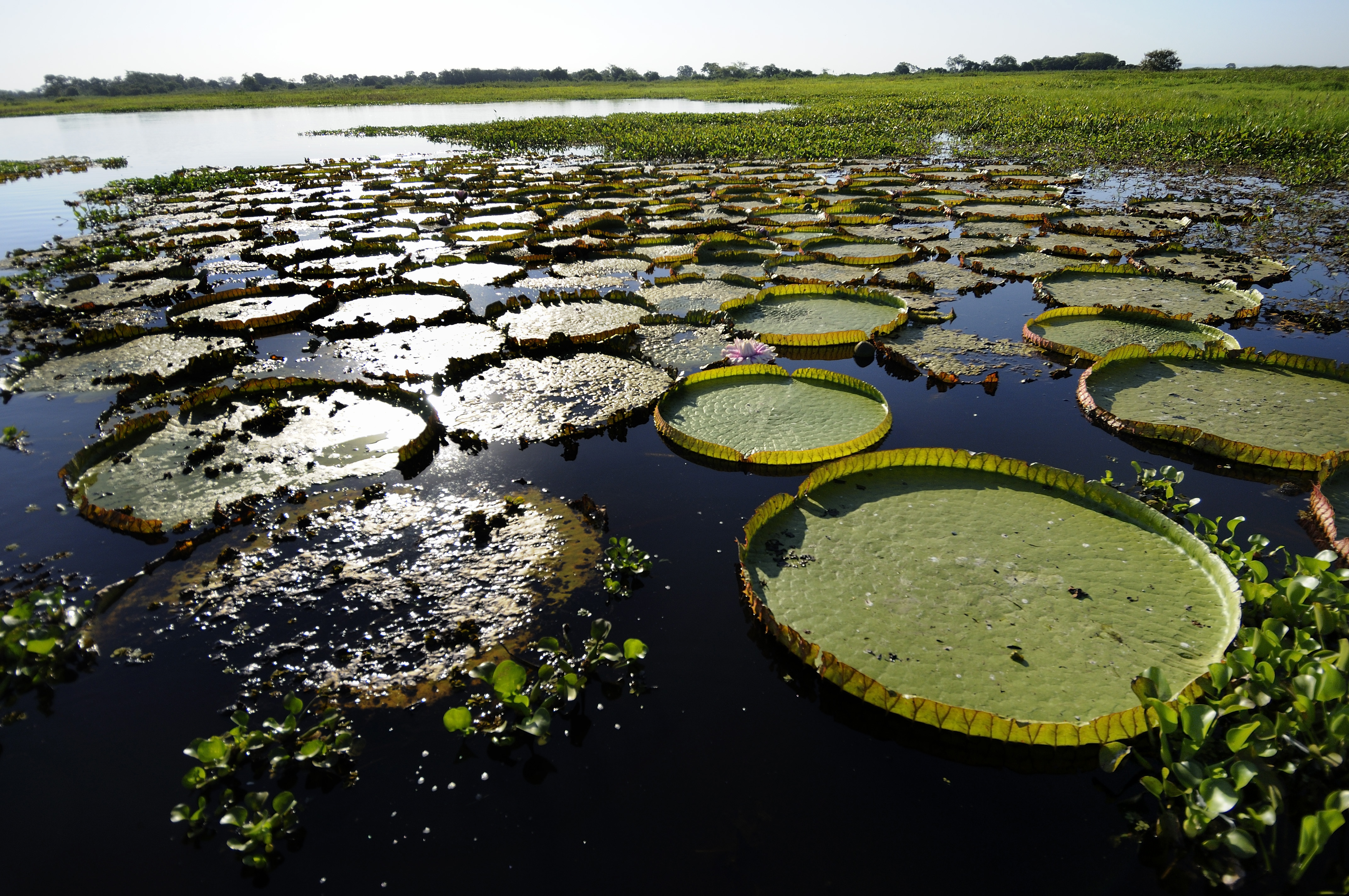
Plantas vitória-régia no rio Paraguai

A vegetação pantaneira é um mosaico de cinco regiões distintas: Floresta Amazônica, Cerrado, Caatinga, Mata Atlântica e Chaco (paraguaio, argentino e boliviano). Durante a seca, os campos se tornam amarelados e constantemente a temperatura desce a níveis abaixo de 0 °C, e registra geadas, influenciada pelos ventos que chegam do sul do continente.
A vegetação do Pantanal não é homogênea e há um padrão diferente de flora de acordo com o solo e a altitude. Nas partes mais baixas, predominam as gramíneas, que são áreas de pastagens naturais para o gado — a pecuária é a principal atividade econômica do Pantanal. A vegetação de cerrado, com árvores de porte médio entremeadas de arbustos e plantas rasteiras, aparece nas alturas médias. Poucos metros acima das áreas inundáveis, ficam os capões de mato, com árvores maiores.
Em altitudes maiores, o clima árido e seco torna a paisagem parecida com a da caatinga, apresentando espécies típicas como o mandacaru, plantas aquáticas, piúvas (da família dos ipês com flores róseas e amarelas), palmeiras, orquídeas, figueiras e aroeiras. O pantanal possui uma vegetação rica e variada, que inclui a fauna típica de outros biomas brasileiros, como o cerrado, a caatinga e a região amazônica. A camada de lodo nutritivo que fica no solo após as inundações permite o desenvolvimento de uma rica flora. Em áreas em que as inundações dominam, mas que ficam secas durante o inverno, ocorrem vegetações como a palmeira carandá e o paratudal.
Durante a seca, os campos são cobertos predominantemente por gramíneas e vegetação de cerrado. Essa vegetação também está presente nos pontos mais elevados, onde não ocorre inundação. Nos pontos ainda mais altos, como os picos dos morros, há vegetação semelhante à da caatinga, com barrigudas, gravatás e mandacarus. Ainda há a ocorrência de vitória-régia, planta típica da Amazônia. Entre as poucas espécies endêmicas está o carandá, semelhante à carnaúba.
A vegetação aquática é fundamental para a vida pantaneira: imensas áreas são cobertas por batume, plantas flutuantes como o aguapé e a salvínia. Essas plantas são carregadas pelas águas dos rios e juntas formam "ilhas verdes", que na região recebem o nome de camalotes. Há ainda no Pantanal áreas com mata densa e sombria. Em torno das margens mais elevadas dos rios ocorre a palmeira acuri, que forma uma floresta de galerias com outras árvores, como o pau-de-novato, a embaúba, o jenipapo e as figueiras.

## Presença humana
Atraído pela existência de pedras e metais preciosos (que eram usados por indígenas, que já povoavam a região, como adornos), entre eles o ouro, o português Aleixo Garcia, em 1524, acabou sendo o primeiro a visitar o território, e alcançou o rio Paraguai através do rio Miranda, atingindo a região onde hoje está a cidade de Corumbá. Nos anos de 1537 e 1538, o espanhol Juan Ayolas e seu acompanhante Domingos Martínez de Irala seguiram pelo rio Paraguai e denominaram Puerto de los Reyes à lagoa Gayva. Por volta de 1542–1543, Álvaro Nunes Cabeza de Vaca (espanhol e aventureiro) também passou pelo local para seguir para o Peru.

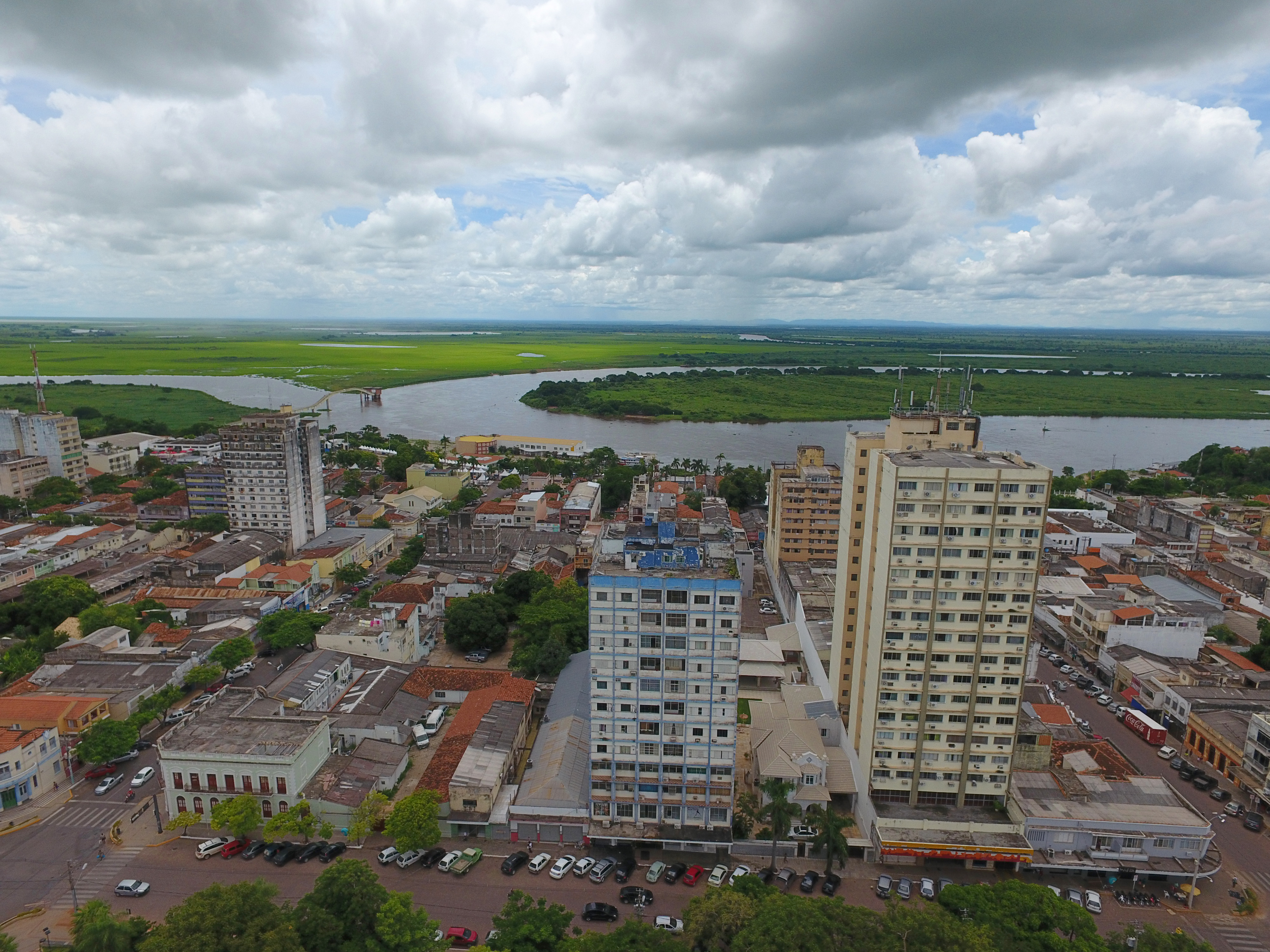
Corumbá é o principal centro urbano da região do Pantanal

Entre 1878 e 1930, a cidade de Corumbá tornou-se o principal eixo comercial e fluvial no Mato Grosso (antes da divisão dos estados, ocorrida em 1977). Depois acabou perdendo sua importância para as cidades de Cuiabá e Campo Grande, iniciando assim um período de decadência econômica.
O incentivo dado pelos governos a partir da década de 1960 para desenvolver a região Centro-Oeste, onde se localiza Mato Grosso, através da implantação de projetos agropecuários, trouxe muitas alterações nos ambientes do cerrado, ameaçando a sua biodiversidade. Preocupada com a conservação do Pantanal, a Embrapa instalou, em 1975, em Corumbá, uma unidade de pesquisa para a região, com o objetivo de adaptar, desenvolver e transferir tecnologias para o uso sustentado dos seus recursos naturais. A partir do século XXI, o ecoturismo pantaneiro ganha força, com diversas locais praticando esta modalidade de turismo sustentável. E junto com estes aumentou a área de pecuária e agricultura. Algumas das causas que ameaçam os ecossistemas do Pantanal são o aquecimento global e incêndios florestais.

## Economia

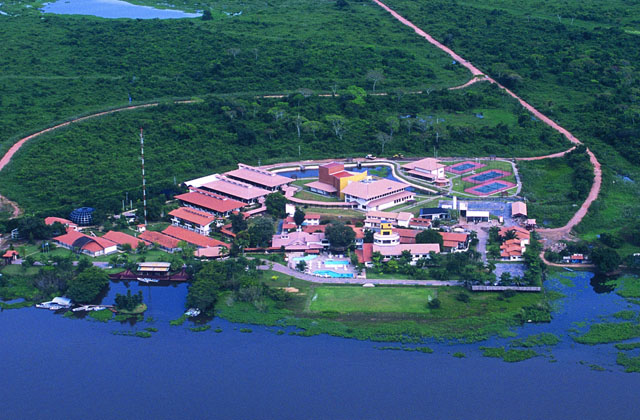
Foto aérea do Hotel SESC Porto Cercado da Reserva Particular do Patrimônio Natural SESC Pantanal

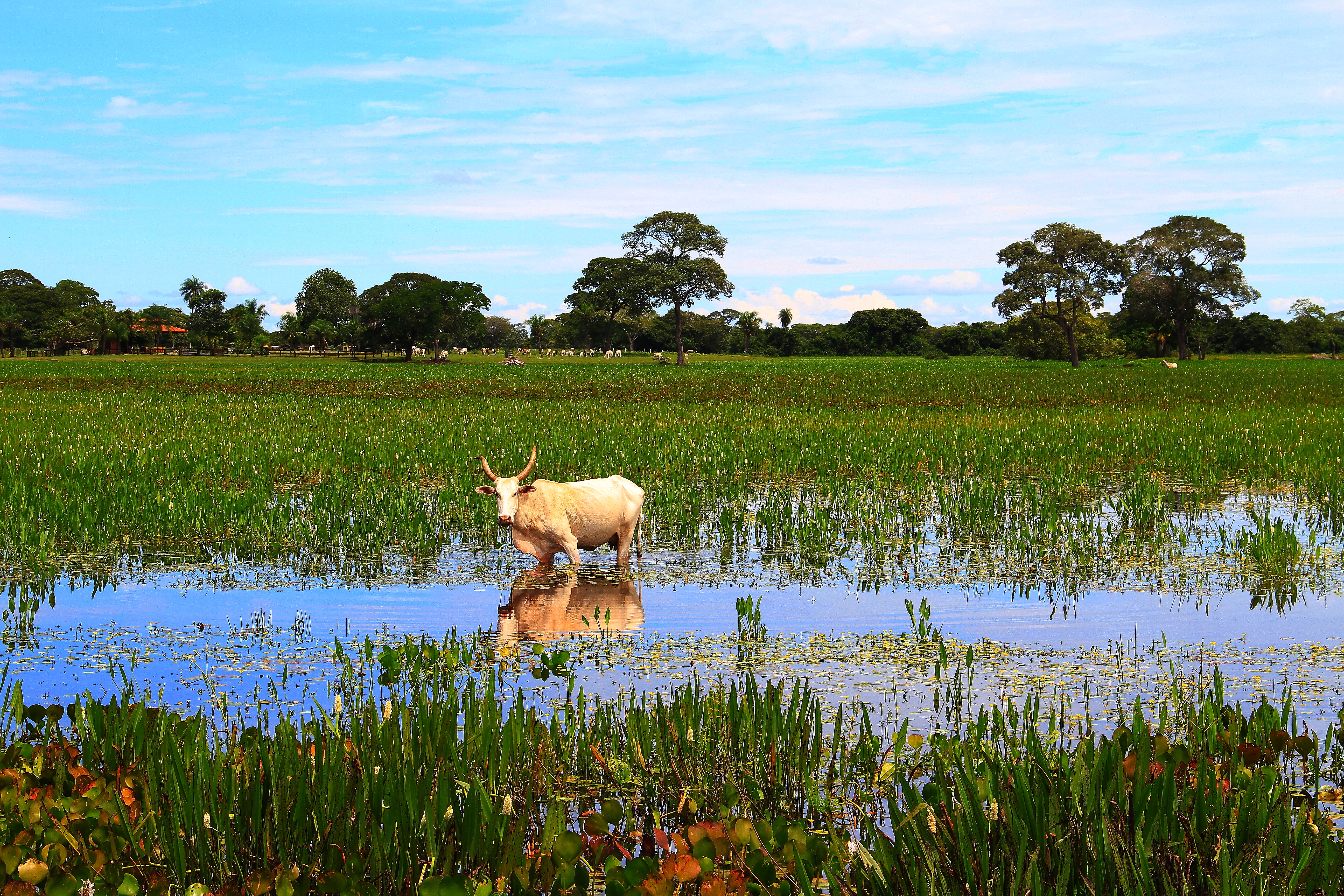
Bovino no Pantanal

As principais atividades econômicas do Pantanal estão ligadas à criação de gado bovino, que é facilitada pelos pastos naturais e pela água levemente salgada da região, ideal para esses animais. Para peões, fazendeiros e coureiros, o cavalo é um dos principais meios de transporte. Os pescadores, que buscam nos rios sua fonte de sustento e alimentação. Há também, uma pequena população indígena ribeirinha.
Em Corumbá a atividade de mineração e siderúrgica são importantes geradoras de emprego e renda, os impactos ambientais destas atividades estão sendo avaliados existindo muita controvérsia. O incentivo dado pelos governos a partir da década de 1960 para desenvolver a região Centro-Oeste através da implantação de projetos agropecuários, trouxe muitas alterações nos ambientes do cerrado ameaçando a sua biodiversidade.
Entre os problemas ambientais do Pantanal estão o desequilíbrio ecológico provocado pela pecuária extensiva, pelo desmatamento para produção de carvão com destruição da vegetação nativa; a pesca e a caça predatórias de muitas espécies de peixes e do jacaré; o garimpo de ouro e pedras preciosas, que gera erosão, assoreamento e contaminação das águas dos rios Paraguai e São Lourenço; o turismo descontrolado que produz o lixo, esgoto e que ameaça a tranquilidade dos animais, etc. Uma atividade relativamente nova é o ecoturismo, já existem diversas pousadas pantaneiras praticando esta modalidade de turismo sustentável.
A Embrapa Pantanal tem desenvolvido tecnologias sustentáveis para a região. Instalado em 1975 em Corumbá, tem o objetivo de adaptar, desenvolver e transferir tecnologias para o uso sustentado dos seus recursos naturais. As pesquisas se iniciaram com a pecuária bovina, principal atividade econômica e, hoje, além da pecuária, abrange as mais diversas áreas, como recursos vegetais, pesqueiros, faunísticos e hídricos, climatologia, solos, avaliação dos impactos causados pelas atividades humanas e socioeconomia.

#### Centrais hidrelétricas
Segundo dados da Embrapa Pantanal, a instalação de 116 pequenas centrais hidrelétricas (PCHs) no Alto Paraguai, grande responsável pelas inundações periódicas do Pantanal, ameaçam a pesca, agricultura familiar, pecuária bovina e o turismo pesqueiro, especialmente porque 70% ficarão concentradas na mesma região. As barragens impedem que os peixes subam os rios e ocorra o trânsito de nutrientes. Por consequência, há o impacto na desova e alimentação dos peixes. Outra consequência imediata é o agravamento do assoreamento, já perceptível no Rio Taquari.